# Arpágio Lupo
Arpágio Lupo (em latim: Arpagius Lupus) foi um romano do século IV. Segundo uma inscrição de Óstia, era um homem claríssimo que aumentou as termas da cidade a seu próprio custo.